# شهرستان لی (جورجیا)
شهرستان لی، جورجیا (به انگلیسی: Lee County, Georgia) یک سکونتگاه مسکونی در ایالات متحده آمریکا است که در جورجیا واقع شده‌ است.